# Swords
Swords (en irlandais : Sórd Cholm Cille) est une ville du comté de Fingal en Irlande. Elle se situe à une dizaine de kilomètres de Dublin, la capitale. Son aire urbaine est la huitième de la république d'Irlande, avec une population de 40 776 habitants au recensement de 2022 (en).

## Géographie
Située dans la banlieue nord de Dublin, elle est depuis 1994 la capitale du comté de Fingal récemment constitué. Cette ville est située dans la province de Leinster.
La ville de Swords compte 37 806 habitants.

## Toponymie
Trouvant son origine vers 560, elle aurait été fondée par Saint Colomba (Saint Colmcille en irlandais, 521-567). La légende raconte qu'il aurait béni le puits local, donnant ainsi à la ville son nom de Sord, qui signifie « pure ». Cependant, An Sord signifie aussi « l'eau de source », ce qui indiquerait qu'un important puits d'eau potable existait ici depuis l'antiquité.

## Histoire

### Moyen-Âge
Au VIe siècle, Saint Colomba fonde un monastère à l'endroit qui sera plus tard la ville de Swords. Pendant les siècles qui suivent, ce monastère connait une forte richesse et plusieurs bâtiments sont construits aux alentours. Le seul vestige de cette époque est la tour ronde, de 26 m de haut, construite au Xe siècle,.
En 1014, les funérailles du roi d'Irlande Brian Boru sont organisées à Sword, avant son enterrement à Armagh.

## Culture
Pour atout touristique, elle possède, dans un espace vert, un petit château entouré de remparts et dont la tour peut être visitée.

## Économie
Plusieurs sociétés engageant notamment un grand nombre d'employés d'autres pays européens (centre d'appel, siège européen, etc.) y sont installées.

## Jumelages
La ville est jumelée à celle d'Ozoir-la-Ferrière  France depuis 1991.